# The Selecter
The Selecter is een Engelse skaband rond zangeres Pauline Black (voorheen; Belinda Vickers, geboren als Belinda Magnus). De in Coventry eind jaren zeventig opgerichte band was samen met Madness en The Specials een van de toonaangevende groepen van de in 1979 ontstane ska-revival.
Ze scoorden hun grootste hits met On My Radio en Missing Words en gelden als voorbeeld voor ska-artiesten zoals Gwen Stefani van No Doubt.

## Biografie

### Beginperiode
Het begon in 1977 met een instrumentaal nummer opgenomen door gitarist Neol Davies, trombonist Barry Jones en de latere Specials-drummer John Bradbury. Toen die laatste band in 1979 een B-kantje nodig had voor debuutsingle Gangsters werd deze toegeschreven aan de dan nog fictieve band 'The Selecter'.  BBC-dj John Peel draaide beide kanten van de single waarna Davies razendsnel alsnog een band oprichtte. Deze band bestond naast Davies uit Charley Anderson, Charlie 'H' Hembridge, Compton Amanour, Desmond Brown en Arthur 'Gaps' Hendrickson; allen afkomstig uit de reggae formatie Hard Top 22. Het was een kleine wereld, aangezien Davies eerder met enkele van deze muzikanten had samengespeeld. Pauline Black kwam er als laatste bij en nam samen met Hendrickson de zang voor haar rekening. Ze droeg een gleufhoed en een mannenpak waardoor pers en publiek in het begin dachten dat ze een jongen was. 
Jerry Dammers, oprichter van The Specials en kortstondig lid van Hard Top 22, ontwierp het groepslogo en gaf The Selecter medezeggenschap in het 2 Tone-label. In oktober kwam de single On My Radio uit en begon The Selecter aan een uitverkochte tournee door Engeland, samen met Madness (later vervangen door Dexys Midnight Runners) en de Specials. De rolverdeling was net duidelijk; de Selecter warmde op, Madness (inmiddels onder contract bij Stiff) hield de sfeer vast en de Specials deden de vlam in de pan slaan. De tournee beleefde z'n absolute hoogtepunt op 7 november 1979 toen de drie bands in dezelfde uitzending van Top of the Pops te zien waren. Het optreden van The Selecter was echter een week eerder opgenomen.
Na afloop van de tournee in december kwam The Selecter naar de Toppop-studio om On My Radio te playbacken en begonnen de opnamen van het debuutalbum. 
Too Much Pressure verscheen in februari 1980 en bracht twee singles voort; Three Minute Hero en Missing Words. The Selecter begon aan een tweede 2 Tone-tournee door Engeland met voorprogramma van meidenskaband The Bodysnatchers en The Beat welke laatste band achtereenvolgens werd vervangen door het Brits/Amerikaanse punk-/new wave-trio Holly & The Italians en aankomend 2 Tone-act The Swinging Cats. Holly & the Italians werd niet gewaardeerd door de fans waarop The Selecter in een persverklaring zei 
"We zijn diep teleurgesteld dat ons publiek niet openstaat voor andere muziek. We hebben Holly & The Italians juist uitgekozen omdat het een fantastische band is".

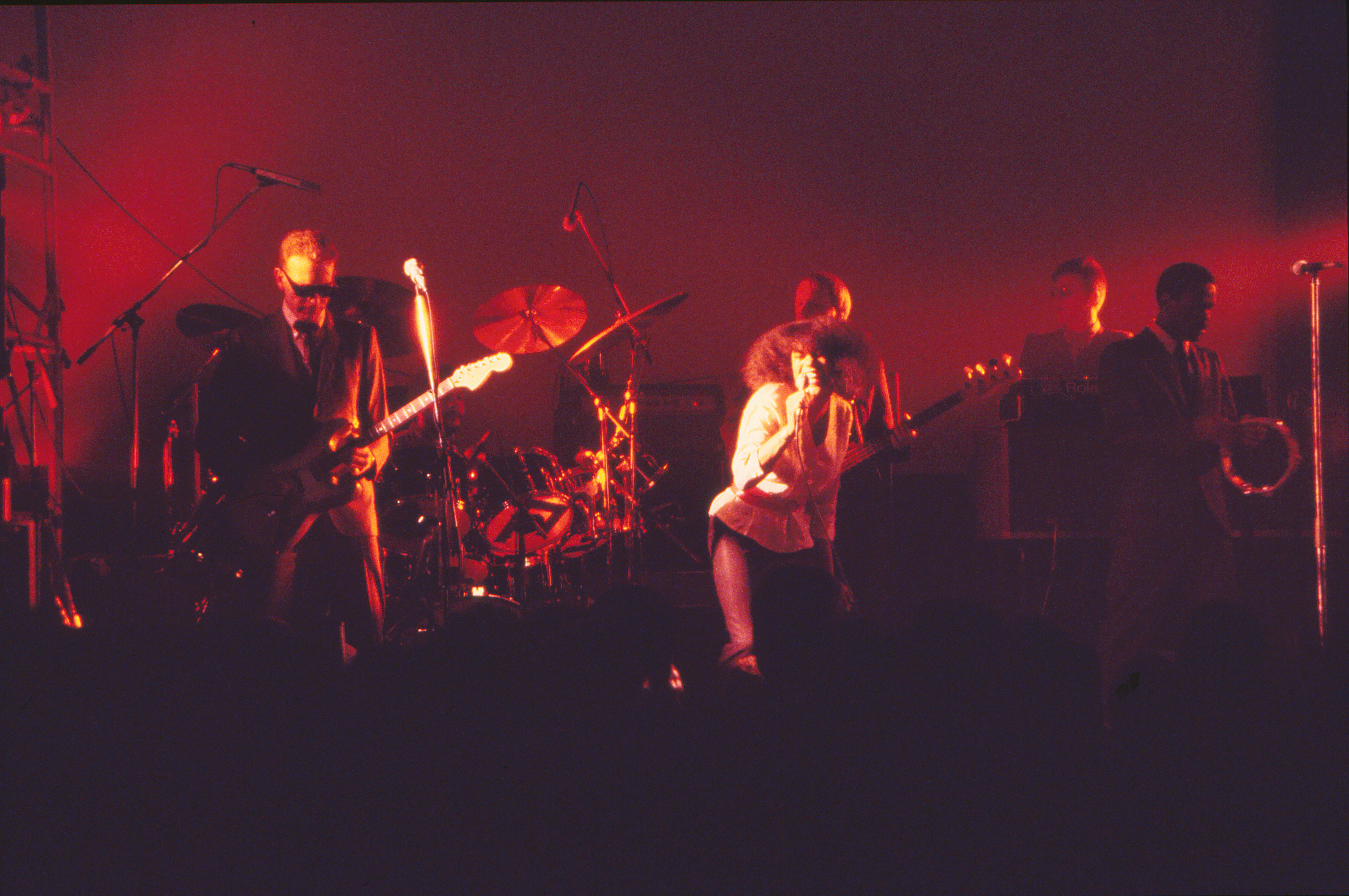
The Selecter in Kant-Kino, Berlijn, 1980

### Ondergang
In de zomer van 1980 verliet The Selecter 2 Tone; de band was teleurgesteld in de vercommercialisering van de skagolf, en de verslechterde communicatie met de Specials waardoor er nog maar weinig overbleef van het saamhorigheidsgevoel. Het advies om 2 Tone op het hoogtepunt op te doeken werd genegeerd en The Selecter tekende rechtstreeks bij distributeur Chrysalis. Pauline Black onderstreepte de breuk door zich een nieuw image aan te meten zonder gleufhoed; de single The Whisper werd echter geen hit. De ska-revival was in Engeland over z'n hoogtepunt heen en de band moest met lede ogen toezien hoe New Romantics als Spandau Ballet (stalgenoten) naar voren werden geschoven als de nieuwe sensatie. Desmond Brown en Charley Anderson stapten op om samen met oud-Specials-drummer Silverton Hutchinson The People op te richten. 
Brown werd vervangen door James Mackie en Anderson door Adam Williams; het waren echter Norman Watt-Roy (Ian Dury & the Blockheads) en producer Roger Lomas die op het tweede album speelden. Celebrate The Bullet verscheen begin 1981 en bevatte new wave-invloeden. He titelnummer werd op single uitgebracht, maar de BBC weigerde het te draaien vanwege de recente moord op John Lennon en de aanslag op president Reagan. Het hele album flopte bij voorbaat en vlak daarna hield Pauline Black het voor gezien. The Selecter probeerde haar vergeefs te vervangen door Stan Campbell, de latere zanger van The Special AKA, en binnen de kortste keren ging de band uit elkaar.

### Reünie I

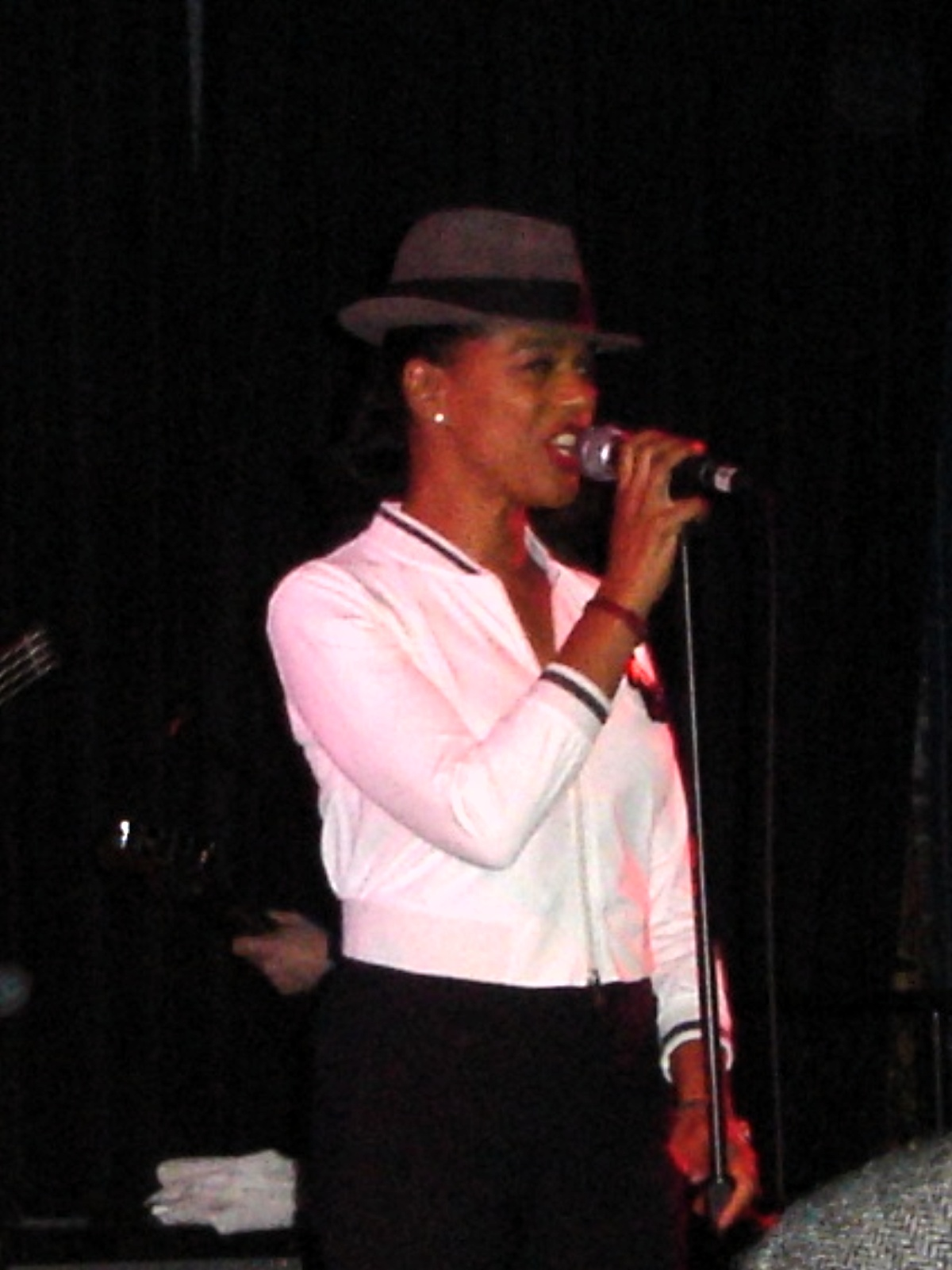
Pauline Black, 2005

In 1990 werd Pauline Black gevraagd om weer met The Selecter op te gaan treden; hierover zei ze in 2004 in Sent from Coventry: The Checkered Past of 2 Tone "Ik voelde er helemaal niks voor om m'n zorgvuldig opgebouwde (solo)carrière te vergooien voor een stel kalende 2-Tone-fans die de oude hits willen horen". 
Maar uiteindelijk was ze om; als speciale gast tijdens een optreden van Bad Manners bracht ze akoestische versies van Selecter-nummers ten gehore. Vlak daarna vormde de zangeres met ex-Manners Nick Welsh en Perry Melius de kern van een nieuwe Selecter. In 1991 brachten zij een nieuwe versie uit van On My Radio. 
Ze waren niet de enige, want John Bradbury had de supergroep Special Beat opgericht met voornamelijk leden van The Specials en The Beat. In 1993 toerde The Selecter met Special Beat door Amerika en vroeg Bradbury als invaldrummer. Deze tournee betekende ook het afscheid van Special Beat en van Neol Davies die zijn horizon wilde verbreden. Daarentegen keerde Arthur Hendrickson terug; hij deed mee aan de albums Happy en Pucker! om zich vervolgens weer op zijn baan in de ouderenzorg te richten. The Selecter sloeg nieuwe wegen in door met een special guest te toeren; achtereenvolgens waren dat Prince Buster en Dave Barker (Double Barrel, Monkey Spanner). Barker werkte ook mee aan Cruel Brittania en nam vervolgens een cd op met The Selecter als begeleidingsband en Pauline Black als achtergrondzangeres.  
In 2001 begon The Selecter aan een serie akoestische optredens; onder de naam Three Men & Black nodigden ze gerenommeerde gastmuzikanten uit die hun hits kwamen vertolken. In 2004 waren dat Jean-Jacques Burnel van The Stranglers en Bruce Foxton van The Jam. Ter gelegenheid van het 25-jarig jubileum was er begin 2005 een speciale 2 Tone-editie met ex-Specials-gitarist Roddy Radiation, Dave Wakeling (zanger/gitarist van The Beat) en voormalig Bodysnatcher Rhoda Dakar die ook haar opwachting maakte bij reguliere Selecter-optredens. Feitelijk kon deze editie Three Men, Black & Dakar worden genoemd. 
In 2006 kwam er een einde aan de samenwerking tussen Pauline Black en Nick Welsh; The Selecter werd opnieuw ontbonden. Black begon aan een reeks solotournees; in 2009 trok ze door Zuid-Amerika met Skatalites-zangeres Doreen Schaefer waarna ze haar krachten bundelde met Neville Staple en Ranking Roger van The Beat.

### Reünie II
In oktober 2010 werd Pauline Black herenigd met Arthur Hendrickson voor het dertigjarig jubileum van Too Much Pressure; ze formeerden een nieuwe Selecter maar kregen daarbij concurrentie van Neol Davies die zijn eigen Selecter had opgericht (met een zanger in plaats van een zangeres) nadat het plan voor een reünie van de oorspronkelijke bezetting geen doorgang vond. Black trok aan het langste eind en verwierf de rechten op de groepsnaam Selecter. Optredens worden steevast aangekondigd met het bijschrift featuring Pauline Black & Gaps Hendrickson . 
In 2011 verscheen het album Made in Britain en bracht Black haar biografie Black by Design uit. "Ik ben opgevoed als blank meisje en heb mezelf heruitgevonden als zwarte (vrouw)" vertelde ze in het muziekprogramma Later with Jools Holland.
In 2013 verscheen het album String Theory.
In 2014 werd het 35-jarig jubileum van Too Much Pressure gevierd met integrale uitvoeringen van het album.
Na de release van het album Subculture uit 2015 deden Black en Hendrickson enkele gastoptredens bij Jools Holand's Rhythm & Blues Orchestra. 
In oktober 2017 verscheen het album Daylight; de band begon aan een gezamenlijke tournee met The Beat (o.l.v. Ranking Roger) die ook Nederland en België aandeed. Ze gaven uiteindelijk 44 concerten in Europa en Australië. 
In november 2018 ging in Amerika een tournee van start met Rhoda Dakar als dj en gastzangeres; zij verving The Beat in verband met ziekte en het uiteindelijke overlijden van Ranking Roger. De optredens van 2019 stonden in het teken van het 40-jarig jubileum; Nederland werd daarbij in oktober aangedaan met drie concerten.
In december 2019 waren Black en Hendrickson weer te gast bij de band van Jools Holland, en dus ook aanwezig bij de vooraf opgenomen eindejaarsshow Hootenanny. Ze zongen Too Much Pressure en Secret Love, als postuum eerbetoon aan Doris Day.
In 2021 keerde Hembridge terug als derde originele bandlid. Sinds zijn terugkeer van een verblijf in New Mexico had hij gedrumd bij Specials 2 (zonder Jerry Dammers, Terry Hall en John Bradbury) en de tribute-band UB42. In de musical Three Minute Heroes uit 2014 was hij samen met Anderson als zanger te horen van de band Ruder Than You.
In 2023 verscheen het album Human Algebra. Compton Amanor werd op 21 oktober geïnterviewd tijdens de boekpresentatie van Too Much Too Young: The 2 Tone Records Story.
Op 11 juni 2024 overleed Arthur 'Gaps' Hendrickson (73) aan de gevolgen van kanker. 

## NPO Radio 2 Top 2000
| Nummer met noteringen in de NPO Radio 2 Top 2000 | '00  | '01 |
| ------------------------------------------------ | ---- | --- |
| On My Radio                                      | 1346 | 321 |

1. ↑  Een vetgedrukt getal geeft de hoogste notering aan.
2. ↑  2000 was het eerste jaar met een notering voor dit nummer.
3. ↑  Deze tabel is bijgewerkt tot en met de laatste editie (2024).